# Gauß-Test
Der Gauß-Test oder Z-Test ist in der mathematischen Statistik eine Gruppe von Hypothesentests mit standardnormalverteilter Testprüfgröße unter der Nullhypothese. Der Test ist benannt nach Carl Friedrich Gauß.
Mit dem Gauß-Test werden anhand von Stichproben-Mittelwerten Hypothesen über die Erwartungswerte derjenigen Grundgesamtheiten geprüft, aus denen die Stichproben stammen.
Der Gauß-Test folgt einer ähnlichen Methode wie der t-Test. Der wichtigste Unterschied liegt in den Voraussetzungen für die Anwendung dieser Tests: Während der t-Test mit den empirischen Standardabweichungen der Stichproben arbeitet, müssen für den Gauß-Test die Standardabweichungen der Grundgesamtheiten bekannt sein. Des Weiteren verwendet der Gauß-Test grundsätzlich die Standardnormalverteilung als Kennwerteverteilung, während der t-Test auf die t-Verteilung zurückgreift. Somit ist der Gauß-Test für kleine Stichproben nur bedingt geeignet.

## Mathematische Grundlagen
Sind {\displaystyle X_{1},X_{2},\dots ,X_{n}} unabhängige normalverteilte Zufallsvariablen mit Erwartungswert {\displaystyle \mu _{X}} und Standardabweichung {\displaystyle \sigma _{X}}, so ist ihr arithmetisches Mittel
{\displaystyle {\bar {X}}={\frac {1}{n}}\sum _{i=1}^{n}X_{i}}
normalverteilt mit Erwartungswert {\displaystyle \mu _{X}} und Standardabweichung {\displaystyle \sigma _{X}/{\sqrt {n}}}.
Die Stichprobenfunktion
{\displaystyle Z={\frac {{\bar {X}}-\mu _{0}}{\sigma _{X}}}{\sqrt {n}}}
ist dann unter der Nullhypothese {\displaystyle \mu _{X}=\mu _{0}} standardnormalverteilt und wird als Teststatistik verwendet. Sie heißt auch Gauß-Statistik.
Die Teststatistik kann geschrieben werden als:
{\displaystyle Z={\frac {{\bar {X}}-\mu _{X}}{\sigma _{X}}}{\sqrt {n}}+{\frac {\mu _{X}-\mu _{0}}{\sigma _{X}}}{\sqrt {n}}=X+{\frac {\mu _{X}-\mu _{0}}{\sigma _{X}}}{\sqrt {n}}},
also wie eine standardnormalverteilte Zufallsvariable {\displaystyle X} plus eine Zahl, die auf standardisierte Weise die Distanz zwischen dem wirklichen und dem unterstellten Erwartungswert zeigt.
Liegen außerdem unabhängige normalverteilte Zufallsvariablen {\displaystyle Y_{1},Y_{2},\dots ,Y_{m}} mit Erwartungswert {\displaystyle \mu _{Y}}, Standardabweichung {\displaystyle \sigma _{Y}} und arithmetischem Mittel
{\displaystyle {\bar {Y}}={\frac {1}{m}}\sum _{i=1}^{m}Y_{i}}
vor, die zusätzlich unabhängig von der {\displaystyle X}-Stichprobe sind, so ist {\displaystyle {\bar {X}}-{\bar {Y}}} normalverteilt mit Erwartungswert {\displaystyle \mu _{X}-\mu _{Y}} und Standardabweichung {\displaystyle {\sqrt {{\frac {\sigma _{X}^{2}}{n}}+{\frac {\sigma _{Y}^{2}}{m}}}}}.
Die Stichprobenfunktion
{\displaystyle Z={\frac {({\bar {X}}-{\bar {Y}})-\delta }{\sqrt {{\frac {\sigma _{X}^{2}}{n}}+{\frac {\sigma _{Y}^{2}}{m}}}}}}
ist dann unter der Nullhypothese {\displaystyle \mu _{X}-\mu _{Y}=\delta } standardnormalverteilt und wird als Teststatistik verwendet.

## Einstichproben-Gauß-Test

### Anwendung
Der Einstichproben-Gauß-Test prüft anhand des arithmetischen Mittels einer Stichprobe, ob der Erwartungswert der zugehörigen Grundgesamtheit ungleich (bzw. kleiner oder größer) einem vorgegebenen Wert ist.
Die Stichprobe {\displaystyle x_{1},x_{2},\dots ,x_{n}} bestehe aus den Ausprägungen unabhängiger Zufallsvariablen und entstamme einer normalverteilten Grundgesamtheit mit unbekanntem Erwartungswert {\displaystyle \mu } und bekannter Standardabweichung {\displaystyle \sigma }.
Es werden getestet bei einem
- zweiseitigen Test: {\displaystyle H_{0}\colon \mu =\mu _{0}} gegen {\displaystyle H_{1}\colon \mu \neq \mu _{0}}
- rechtsseitigen Test: {\displaystyle H_{0}\colon \mu \leq \mu _{0}} gegen {\displaystyle H_{1}\colon \mu >\mu _{0}}
- linksseitigen Test: {\displaystyle H_{0}\colon \mu \geq \mu _{0}} gegen {\displaystyle H_{1}\colon \mu <\mu _{0}}

Der Wert von {\displaystyle \mu _{0}} wird vom Anwender vorgegeben.

### Berechnung der Testprüfgröße
Mit dem Stichprobenmittelwert {\displaystyle {\bar {x}}={\frac {1}{n}}\sum _{i=1}^{n}x_{i}} berechnet man die Testprüfgröße {\displaystyle z={\sqrt {n}}\cdot {\frac {{\bar {x}}-\mu _{0}}{\sigma }}}.

## Zweistichproben-Gauß-Test für unabhängige Stichproben

### Anwendung
Der Zweistichproben-Gauß-Test für unabhängige Stichproben prüft anhand der arithmetischen Mittel der Stichproben, ob die Erwartungswerte der zugehörigen Grundgesamtheiten verschieden sind.
Die unabhängigen Stichproben {\displaystyle x_{1},x_{2},\dots ,x_{n}} und {\displaystyle y_{1},y_{2},\dots ,y_{m}} sollen auch untereinander unabhängig sein und normalverteilten Grundgesamtheiten mit unbekannten Erwartungswerten {\displaystyle \mu _{X}} bzw. {\displaystyle \mu _{Y}} und bekannten Standardabweichungen {\displaystyle \sigma _{X}} bzw. {\displaystyle \sigma _{Y}} entstammen.
Es werden getestet bei einem
- zweiseitigen Test: {\displaystyle H_{0}\colon \mu _{X}-\mu _{Y}=\mu _{0}\!\,} gegen {\displaystyle H_{1}\colon \mu _{X}-\mu _{Y}\neq \mu _{0}}
- rechtsseitigen Test: {\displaystyle H_{0}\colon \mu _{X}-\mu _{Y}\leq \mu _{0}} gegen {\displaystyle H_{1}\colon \mu _{X}-\mu _{Y}>\mu _{0}}
- linksseitigen Test: {\displaystyle H_{0}\colon \mu _{X}-\mu _{Y}\geq \mu _{0}} gegen {\displaystyle H_{1}\colon \mu _{X}-\mu _{Y}<\mu _{0}}

Der Wert von {\displaystyle \mu _{0}} wird vom Anwender vorgegeben.

### Berechnung der Testprüfgröße
Mit den Stichprobenmittelwerten {\displaystyle {\bar {x}}={\frac {1}{n}}\sum _{i=1}^{n}x_{i}} und {\displaystyle {\bar {y}}={\frac {1}{m}}\sum _{i=1}^{m}y_{i}} berechnet man die Testprüfgröße {\displaystyle z={\frac {{\bar {x}}-{\bar {y}}-\mu _{0}}{\sqrt {{\frac {\sigma _{X}^{2}}{n}}+{\frac {\sigma _{Y}^{2}}{m}}}}}}.

## Zweistichproben-Gauß-Test für abhängige (verbundene) Stichproben

### Anwendung
Für den Zweistichproben-Gauß-Test für abhängige Stichproben müssen Paare {\displaystyle (x_{i},y_{i})} von Messwerten vorliegen, wie man sie z. B. bei Vorher-Nachher-Messungen vorfindet. Mittels der Paardifferenzen wird geprüft, ob für diese Differenzen der Erwartungswert der zugehörigen Grundgesamtheit ungleich (bzw. kleiner oder größer) einem vorgegebenen Wert ist.
Die Differenzen {\displaystyle d_{i}=x_{i}-y_{i}} sollen einer normalverteilten Grundgesamtheit mit unbekanntem Erwartungswert {\displaystyle \mu } und bekannter Standardabweichung {\displaystyle \sigma } entstammen.
Es werden getestet bei einem
- zweiseitigen Test: {\displaystyle H_{0}\colon \mu =\mu _{0}} gegen {\displaystyle H_{1}\colon \mu \neq \mu _{0}}
- rechtsseitigen Test: {\displaystyle H_{0}\colon \mu \leq \mu _{0}} gegen {\displaystyle H_{1}\colon \mu >\mu _{0}}
- linksseitigen Test: {\displaystyle H_{0}\colon \mu \geq \mu _{0}} gegen {\displaystyle H_{1}\colon \mu <\mu _{0}}

{\displaystyle \mu _{0}} wird vom Anwender vorgegeben. In den meisten Anwendungsfällen wird auf „Ungleichheit“ ({\displaystyle H_{1}}) getestet; dann ist {\displaystyle \mu _{0}=0}.

### Berechnung der Testprüfgröße
Die Differenzen {\displaystyle d_{i}} bilden eine neue Stichprobe mit arithmetischem Mittel {\displaystyle {\bar {d}}={\frac {1}{n}}\sum _{i=1}^{n}d_{i}}. Also kann man den Einstichproben-Gauß-Test auf die Stichprobe der Differenzen anwenden und erhält als Testprüfgröße {\displaystyle z={\sqrt {n}}\cdot {\frac {{\bar {d}}-\mu _{0}}{\sigma }}}.

## Entscheidung über die Hypothesen
Bei allen drei Gauß-Tests werden für die Entscheidung über die Annahme bzw. Verwerfung der Hypothesen die allgemeinen Kriterien für Hypothesentests angewendet. Da {\displaystyle Z} unter der Nullhypothese eine standardnormalverteilte Zufallsvariable ist, erhält man die folgenden Regeln.
|                                                                                         | zweiseitiger Test                                                       | rechtsseitiger Test                                                     | linksseitiger Test                                                      |
| --------------------------------------------------------------------------------------- | ----------------------------------------------------------------------- | ----------------------------------------------------------------------- | ----------------------------------------------------------------------- |
| Hypothesen                                                                              | {\displaystyle H_{0}\colon \mu =\mu _{0}}                               | {\displaystyle H_{0}\colon \mu \leq \mu _{0}}                           | {\displaystyle H_{0}\colon \mu \geq \mu _{0}}                           |
| Hypothesen                                                                              | {\displaystyle H_{1}\colon \mu \neq \mu _{0}}                           | {\displaystyle H_{1}\colon \mu >\mu _{0}}                               | {\displaystyle H_{1}\colon \mu <\mu _{0}}                               |
| Stichprobenfunktion                                                                     | {\displaystyle Z={\frac {{\bar {X}}-\mu _{0}}{\sigma _{X}}}{\sqrt {n}}} | {\displaystyle Z={\frac {{\bar {X}}-\mu _{0}}{\sigma _{X}}}{\sqrt {n}}} | {\displaystyle Z={\frac {{\bar {X}}-\mu _{0}}{\sigma _{X}}}{\sqrt {n}}} |
| Bedingung für Ablehnung von {\displaystyle H_{0}} und Annahme von {\displaystyle H_{1}} | {\displaystyle \|Z\|>Z_{1-{\tfrac {\alpha }{2}}}}                       | {\displaystyle Z>Z_{1-\alpha }}                                         | {\displaystyle Z<-Z_{1-\alpha }}                                        |

## Gauß-Test für nicht-normalverteilte Zufallsvariablen
Für große Stichprobenumfänge (> 30 als Faustregel) kann aufgrund des Zentralen Grenzwertsatzes auf die Normalverteilungsannahme verzichtet werden. Wenn also die für den Gauß-Test geltenden Forderungen an die Erwartungswerte und Standardabweichungen der beteiligten Zufallsvariablen erfüllt sind, geht man davon aus, dass die für die Berechnung von z erforderlichen Summen approximativ normalverteilt sind und der Gauß-Test in guter Näherung korrekte Ergebnisse liefert.

## Beispiel
Ein bestimmter Blutparameter B ist in der Bevölkerung in sehr guter Näherung normalverteilt mit {\displaystyle \sigma =2}. Von einer Gruppe chemisch verwandter Pharmaka ist bekannt, dass sie die Verteilung des Blutparameters verschieben können, d. h. sie verändern möglicherweise den Erwartungswert (unter Beibehaltung der Verteilungsform).
Für ein Pharmakon P aus dieser Gruppe soll geprüft werden, ob sich eine solche Veränderung tatsächlich einstellt. Zufällige unabhängige Stichproben des Umfangs n=22 ergeben die folgenden Messwerte für B:
```
ohne Gabe von P   x
i
 12 13 10 12 14 11 14 18 15 13 15 13 11 17 11 12 13 14 15 13 14 13
mit Gabe von P    y
i
 13 14 13 17 13 16 16 19 17 15 17 15 15 20 15 15 14 15 13 15 16 15
```

Mit diesen Messwerten sollen verschiedene Hypothesen geprüft werden. Das Signifikanzniveau {\displaystyle \alpha } soll jeweils 0,05 betragen; die zugehörigen u-Werte sind dann (im Folgenden alle Werte gerundet):
- {\displaystyle u(1-\alpha /2)=u(0{,}975)=1{,}960}
- {\displaystyle u(1-\alpha )=u(0{,}95)=1{,}645}
- {\displaystyle u(\alpha )=u(0{,}05)=-1{,}645}

Für die Mittelwerte berechnet man {\displaystyle {\bar {x}}=13{,}32} und {\displaystyle {\bar {y}}=15{,}36}.
- 1. Hypothese: Die Werte von B liegen nach Verabreichung von P im Mittel oberhalb von 15.

Verfahren: rechtsseitiger Einstichproben-Gauß-Test
{\displaystyle H_{0}:\mu \leq \mu _{0}=15} und {\displaystyle H_{1}:\mu >15\!\,}
{\displaystyle z={\sqrt {22}}\cdot {\frac {15{,}36-15}{2}}=0{,}84<1{,}645}
Entscheidung: H0 wird beibehalten. Es ließ sich nicht nachweisen, dass die Gabe von P zu einem durchschnittlichen B-Wert oberhalb 15 führt.
- 2. Hypothese: Die Werte von B unterscheiden sich im Mittel in den beiden Grundgesamtheiten ohne bzw. mit Gabe von P.

Verfahren: zweiseitiger Zweistichproben-Gauß-Test für unabhängige Stichproben
{\displaystyle H_{0}:\mu _{x}-\mu _{y}=\mu _{0}=0\!\,} und {\displaystyle H_{1}:\mu _{x}\neq \mu _{y}}
{\displaystyle |z|={\sqrt {22}}\cdot {\frac {|13{,}32-15{,}36|}{2\cdot {\sqrt {2}}}}=3{,}38>1{,}960}
Entscheidung: H0 wird zugunsten von H1 verworfen. Mit einer Irrtumswahrscheinlichkeit von höchstens 0,05 wurde nachgewiesen, dass sich bzgl. der Gabe bzw. Nicht-Gabe von P die B-Werte im Mittel unterscheiden.
Nun soll ein Versuch mit abhängigen Stichproben betrachtet werden. Bei umfangreichen Vorher-Nachher-Untersuchungen wurde für die Veränderung der B-Werte durch die Gabe der betroffenen Pharmaka ebenfalls eine Normalverteilung gefunden, mit {\displaystyle \sigma =1{,}6}. In der Tabelle der Messwerte seien nun die jeweils übereinander stehenden Messwerte in einem Vorher-Nachher-Versuch ermittelt worden.
- 3. Hypothese: Die Werte von B liegen nach Gabe von P im Mittel um mehr als 1,25 oberhalb der Werte vor Gabe von P.

Verfahren: linksseitiger Zweistichproben-Gauß-Test für abhängige Stichproben
{\displaystyle H_{0}:\mu \geq \mu _{0}=-1{,}25} und {\displaystyle H_{1}:\mu <-1{,}25\!\,}
{\displaystyle {\bar {d}}={\bar {x}}-{\bar {y}}=-2{,}045}
{\displaystyle z={\sqrt {22}}\cdot {\frac {-2{,}045+1,25}{1{,}6}}=-2{,}33<-1{,}645}
Entscheidung: H0 wird zugunsten von H1 verworfen. Mit einer Irrtumswahrscheinlichkeit von höchstens 0,05 wurde nachgewiesen, dass bei Vorher-Nachher-Untersuchungen die B-Werte nach Gabe von P im Mittel um mehr als 1,25 oberhalb der B-Werte vor Gabe von P liegen.